# Eugenia loheri
Eugenia loheri là một loài thực vật có hoa trong Họ Đào kim nương. Loài này được C.B.Rob. mô tả khoa học đầu tiên năm 1909.